# Kentucky Rumbler
Kentucky Rumbler im Beech Bend Park (bei Bowling Green, Kentucky, USA) ist eine Holzachterbahn des Herstellers Great Coasters International, die am 6. Mai 2006 eröffnet wurde.
Die 861,7 m lange Strecke erreicht eine Höhe von 29,3 m und besitzt einen 24,4 m hohen First Drop. Die Höchstgeschwindigkeit beträgt 76,1 km/h.

## Zug
Kentucky Rumbler besitzt einen Zug vom Typ Millennium Flyer mit zwölf Wagen. In jedem Wagen können zwei Personen (eine Reihe) Platz nehmen. Als Rückhaltesystem kommen Schoßbügel zum Einsatz.